# -inghausen
-inghausen ist ein in Deutschland vorkommender Bestandteil von Ortsnamen, der besonders oft in Westfalen, in Teilen des Bergischen Landes und in den Gebieten beiderseits der Weser bis südlich von Bremen vorkommt.

## Namenkunde
Siedlungsnamen auf -inghausen sind eine Variante der im gesamten deutschen Sprachgebiet verbreiteten Namen auf -hausen. Sie enthalten als Bestimmungswort einen Personennamen. Mit dem Anfügen des Suffixes -ing wird eine Personengruppe bezeichnet, die zu dieser Person gehört. Das Grundwort hausen steht im Dativ Plural und bedeutet etwa „bei den Häusern“. Mit einem Ortsnamen der Form Personenname + -ing + -hausen wurde also eine „Siedlung der Leute des …“ bezeichnet. Ostfälische Ortsnamen auf -ingehausen gehen auf eine flektierte -ing-Ableitung (-ingo/-inga) zurück. Wie bei Barsinghausen kann -ingehusen zu -inghusen verkürzt worden sein. Im Westfälischen wurde -ing meist unflektiert mit -husen zusammengesetzt.
Nicht alle Ortsnamen, die heute auf -inghausen enden, gehen auf die beschriebene Entstehung zurück. Beispielsweise ist Messinghausen aus einem Personennamen und -enhusen gebildet worden und hat sich erst nachträglich an einen Namen auf -inghausen angeglichen.

## Varianten
Die niederdeutsche Form ist -inghusen; sie steht auch in vielen alten Urkunden. Verkürzte Formen sind -ingsen und -ingen. Bei den Namen auf -ingsen, die heute um Soest häufig vorkommen, gibt es teilweise auch nach dem 17. Jahrhundert noch die Schreibvariante -inghusen/inghausen. Es handelt sich um ein Nebeneinander der geschriebenen und gesprochenen Form, wie es sie auch im heutigen Plattdeutschen gibt.
Es gibt Ortsnamen auf -ingen, die aus einem Namen auf -inghausen entstanden sind, z. B. Hünningen bei Ense; aber bei solchen Namen sind auch andere Ursprungsformen möglich.
Im Hochsauerlandkreis gibt es besonders in der gesprochenen Sprache auch die Form -erkhusen, wenn -inghausen auf ein r folgt, ein Beispiel ist Elkerkusen aus Elkeringhausen. Auch der Ortsname Leverkusen geht auf eine -inghausen-Form zurück.

## Verbreitung
Das Verbreitungsgebiet der -inghausen-Ortsnamen und der Varianten erstreckt sich vom Bergischen Land im Südwesten über das Sauerland und die Hellwegbörden bis in den Landkreis Waldeck-Frankenberg im Osten. Nach Norden reicht es über Ostwestfalen bis in angrenzende Gebiete Niedersachsens. Im Hochsauerlandkreis und dem Kreis Soest sind die Namen besonders häufig. Im Westfälischen Ortsnamenbuch umfassen sie im Hochsauerlandkreis 133 von 473 und im Kreis Soest 121 von 431, d. h. 28 Prozent der beschriebenen Siedlungsnamen. In der Soester Börde kommt die Variante -ingsen relativ häufig vor.
Für das Bergische Land wird aufgrund einer Konzentration von Orten mit -inghausen-Namen in einem bestimmten Bereich angenommen, dass dieser zum Teil aus dem westfälisch-sächsischen Bereich vom Osten und Norden her besiedelt wurde, während die westlichen Gebiete vom fränkischen Altsiedelland her bevölkert wurden. Diese Ortsnamen konzentrieren sich in einem Gebiet, in dem sich zum Teil aus Westfalen stammende Grundherren nachweisen lassen. Auch die Ortsnamen im Waldeckischen werden auf sächsische Siedler zurückgeführt.